# West Point (Deception Island)
Der West Point bildet, wie durch den englischen Namen besagt, den westlichen Ausläufer von Deception Island im Archipel der Südlichen Shetlandinseln.
Der britische Geologe Donald Durston Hawkes (* 1934) kartierte sie 1961. Polnische Wissenschaftler benannten sie 1999.